# جيمس فريمان كلارك
جيمس فريمان كلارك (بالإنجليزية: James Freeman Clarke)‏ هو مؤلف وكاتب أمريكي، ولد في 4 أبريل 1810 في هانوفر في الولايات المتحدة، وتوفي في 8 يونيو 1888.

## وصلات خارجية
- جيمس فريمان كلارك على موقع الموسوعة البريطانية (الإنجليزية)
- جيمس فريمان كلارك على موقع إن إن دي بي (الإنجليزية)